# Chartreuse Saint-Barthélemy de Rivarolo
La chartreuse Saint-Barthélemy de  Rivarolo (en latin : Domus San Bartholomæi de Ripariolo, en italien : Certosa di San Bartolomeo di Rivarolo), est un ancien monastère chartreux, situé à Rivarolo, un quartier de Gênes en Italie.

## Histoire
La chartreuse Saint-Barthélemy de Gênes est fondée en 1295 par Bartholomeo di Negro. La première pierre est posée en 1297. La dotation initiale était très faible et les débuts souffrent d’une grande pauvreté. Des bienfaiteurs en font une maison de dix-huit cellules (en), au lieu des six initiales.
Durant le Grand schisme d'Occident, elle reste attachée à l’obédience « urbaniste » ; en 1407, la communauté est expulsée par le gouvernement génois devenu « clémentin » et remplacée par des chartreux de cette obédience.
Au XVe siècle, le monastère est presque complètement reconstruit. La chartreuse devient un important centre culturel. Les puissantes familles génoises, Doria, Spinola et Di Negro sont les bienfaiteurs du monastère. Une fois que le patronage des familles Doria et Spinola cesse, le couvent décline; seuls les Di Negro restent des mécènes.
La maison est supprimée en 1798 avec l'avènement de la république ligurienne instituée par Bonaparte.
En 1800, l’église devient église paroissiale (Chiesa di San Bartolomeo della Certosa).
Le roi Charles-Albert ayant désiré le rétablissement de cette maison, le Général de l'Ordre des Chartreux envoie à Gênes, pour établir cette fondation, Dom Charles-Marie Saisson, en 1841. Le roi d'Italie Victor-Emmanuel supprime de nouveau cette chartreuse en 1866, et met ses biens sous séquestre.

## Moines notables

### Prieurs
Le prieur est le supérieur d'une chartreuse, élu par ses comprofès ou désigné par les supérieurs majeurs.
- 1351 : Jean Pons
- 1408 : Dominique Bonaefidei, prieur de Gênes, après qu’en soient partis les irréductibles urbanistes[2], participe au concile de Pise.

### Écrivains
- Bénigne Ghirardi (†1714), en 1678, il se trouve à la chartreuse de Gênes, où il publie la plupart de ses livres

## Architecture
La construction du monastère se développe en trois phases: une première, gothique international, une deuxième au XVIe siècle, et une troisième et dernière au XIXe siècle, liée aux théories de la restauration du Moyen Âge.
XVe siècle
Lazzaro Doria fait élever sa chapelle familiale en 1472 et Giorgio Spinola, fait de même en 1480; Parmi les chapelles, seule subsiste celle de Saint-Barthélemy, transformée en 1473 par Bernardino di Negro. Elles sont représentatives du passage de l'art génois, du gothique à la renaissance, avec des lunettes sculptées en bas-relief.
Dans la sacristie se trouvent les marbres funéraires de Benedetto Di Negro, de 1473, qui est similaire à celui de Paolo Doria à l'abbaye San Nicolo del Boschetto[réf. souhaitée]. Dans le baptistère, il y a un relief en marbre de l'école lombarde du XVe siècle, qui représente le Christ et deux saints.
Des œuvres proviennent de l'église Santissimo Crocifisso de Belvedere dont un autel du XVe siècle avec des statues du XVIIIe siècle
XVIe siècle
Au début du XVIe siècle, la deuxième galerie du petit-cloître est construite, aux frais des Di Negro , Doria et Spinola, au-dessus de la partie gothique, avec une loggia classique qui repose sur 16 colonnes en marbre avec des cadres en pierre de Promontorio. Le grand-cloître est achevé en 1530 avec des formes toscanes. La mosaïque pavée, typique des cimetières et jardins des villas et palais de Ligurie, appelée Risseu, date de 1570-1577. Les éléments de l'église actuelle, consacrée en 1563, remontent pour la plupart au XVIe siècle.
Dans la seconde moitié du XVie siècle, des éléments toscans sont ajoutés aux éléments lombards. Le dôme octogonal de l'église est inhabituelle à l'époque génoise, sans doute sous l'influence des adeptes de Bramante. Le père de Giovanni Bernardo Carlone, le sculpteur Taddeo Carlone, intervient également: dans la contre-façade de l'église où se trouvent deux de ses bénitiers, datant de la seconde moitié du XVIe siècle.
XVIIe siècle
Au début du XVIIe siècle, Giovanni Bernardo Carlone réalise diverses œuvres. En 1615, il peint une fresque dans l'église, avec sous le dôme, Dieu le Père au centre, parmi les anges qui portent les instruments de la Passion, dans les segments de la lanterne; fresques retouchées lors de la restauration du XIXe siècle.
La chapelle de Saint-Barthélemy est située sur le côté droit de l'église et a une structure gothique; on l'appelait delle Donne (chapelle des femmes) car elle était auparavant à l'extérieur du cloître; basse et massive, avec des fresques de Giovanni Carlone de 1615, représentant des épisodes de la vie de  Saint-Barthélemy, et une huile sur toile de Notre-Dame-de-Lorette et quatre saints.
Il y a trois autres tableaux du XVIIe siècle. Une Déposition et la Vierge à l'Enfant et les Saints, dans la sacristie, tous deux attribués à Bernardo Castello; Le Couronnement d'épines, attribué au Caravage: situé dans la chapelle de Saint-Barthélemy, la toile est d'un intérêt considérable car elle a été peinte entre 1605 et 1610, période pendant laquelle le Caravage était à Gênes. L'œuvre a été découverte par Piero Donati, directeur de la surintendance du patrimoine historique et artistique de la Ligurie. Cette œuvre serait une copie du Le Couronnement d'épines du Prato peint par le Caravage pour Massimo Massimi, dont il existe une deuxième version conservée au Musée d'Histoire de l'art de Vienne. De la comparaison des deux tableaux et du témoignage d'un document, la toile semble bien être du Caravage.
Sur le mur de gauche du baptistère, un tableau de Giovanni Raffaello Badaracco représentent les moines chartreux priant devant la Vierge.
XVIIIe siècle
L'église a un autel à droite du Crocifisso del Belvedere, semblable à l'autre, avec des statues de Notre-Dame de la Ceinture du XVIIIe siècle; il y a aussi une deuxième toile de Badaracco avec Saint Bruno visitée par le comte Ruggero d'Altavilla à Squillace.
Le maître-autel du baptistère est du XVIIIe siècle. Sur les murs du maître-autel se trouvent les arcs sépulcraux qui sont des urnes ou des arches antiques funéraires d'Orazio et d'Ambrogio Di Negro.
XIXe siècle
Au milieu du XIXe siècle une restauration est entreprise par Maurizio Dufour qui réalise l'extension de l'abside et des fresques du XIXe siècle. Au XIXe siècle, les dernières fresques dans les voûtes sont réalisées, travail de Francesco Semino et Giovanni Thermignon, peintres académiques, liés au climat plus conservateur de l'Accademia ligustica di belle arti, qui ont remodelé le dôme en entourant les fresques de Carlone.